# 朱音落語
《朱音落語》是由末永裕樹擔任原作、馬上鷹將擔任作畫的落語題材少年漫畫，並由落語家林家木久彥（林家慧木）負責本作的落語監修。自《週刊少年Jump》2022年11號起開始連載。臺灣《寶島少年》2022年第43期起開始連載。描述女高中生櫻咲朱音立志成為落語家、繼承父親未完成夢想的奮鬥故事。
本作獲得下一部人氣漫畫大賞2022紙本漫畫類別第三名、這本漫畫真厲害！2023男生篇第四名、漫畫大賞2023第二名。截至2024年9月，單行本累計發行量突破200萬冊。
2025年8月4日，正式公布電視動畫化，由動畫製作公司ZEXCS擔任動畫製作，預定於2026年開播。

## 故事大綱
落語家阿良川志太以成為真打為目標，希望成為讓女兒引以為傲的理想父親。然而在阿良川流的真打升階試驗上，卻被評審阿良川一生以未知理由逐出師門，從那天起，阿良川志太身為落語家的人生結束了。然而，女兒櫻咲朱音身為落語家的人生才正要開始。
櫻咲朱音從小就非常喜歡父親與落語，她十分不服氣父親作為落語家的人生遭到否定，因此決定要由自己來成為真打，藉此證明父親的夢想並沒有錯。她前去拜訪父親的落語家師父阿良川志熊，從小開始學習落語，經過六年的學習，成長為女高中生的朱音終於被志熊答應收為門下弟子。成為見習落語家的朱音在師兄們的帶領下，不斷累積經驗，與同年齡層的落語家志願者切磋，而當年將父親逐出師門的阿良川一生也宣布將擔任學生落語比賽「可樂杯」評審，為了當面向阿良川一生質問當年將父親逐出師門的理由，朱音決心要在可樂杯贏得優勝。
一直在檯面下磨練實力的朱音最終在可樂杯的舞臺上華麗出道，她以壓倒性實力取得優勝，並讓世人見證到她的精湛實力，但也因此被人誤解成是主審阿良川一生偷偷培養、安排在學生比賽上出道的棋子，使得那些原本就很討厭一生的落語家們連帶地對朱音投射敵意。與此同時，取得優勝的朱音利用優勝者的權利向主審一生詢問當年他將父親逐出師門的理由，得到答案的她再度立誓要透過自己證明父親的落語表演方式並沒有錯。時光飛逝，朱音從高中畢業，獲得了正式藝名的她開始了作為前座落語家的修行。

## 登場人物
以下為有聲漫畫版的聲優。

### 櫻咲家
阿良川朱音／櫻咲朱音（聲：山口茜）
立志成為落語家（真打）的女高中生。黑色與櫻色的雙色髮，平時的打扮像是時髦的辣妹，性格大大咧咧，在滿是年長男性的落語業界中也無所畏懼，受到挑釁時會毫不客氣地反擊回去。不過在享二師兄的嚴格教導下，好歹還是會對前輩使用敬語。在高中畢業之後，正式拜入志熊門下並獲得藝名「阿良川朱音」，成為前座階級的落語家。
非常尊敬身為落語家的父親，從小就喜歡模仿父親表演落語。在父親被逐出師門後跑去向阿良川志熊請求拜師，經過六年的學習總算獲得對方認可，約定等到朱音高中畢業後就正式收她當弟子，在此之前先向師兄們學習討教、精進技巧。
在同年齡層中擁有出類拔萃的落語實力，且學習能力相當快，總是能快速吸收師兄們的指點並應用在表演上。
阿良川志太／櫻咲徹（聲：山口勝平）
朱音的父親，曾經是二目的落語家，入門後過了13年依舊沒有成為真打，最後在真打升階試驗上被阿良川一生逐出師門。目前在混凝土公司上班，不當落語家之後薪水變多了，周遭的親友都認為這是件好事，紛紛跑來向他道賀，只有朱音一個人對此感到很不服氣。
個性溫和，即使被人嘲笑職業也不會表現出憤怒的情緒，但私底下累積了許多壓力，因此誓言一定要在這次的試驗中升上真打。特別擅長人情落語，在真打升階試驗上表演的《芝濱》博得觀眾的滿堂彩，卻被評審阿良川一生評價為「有損阿良川一門的名聲」並逐出師門。
是阿良川志熊門下最初的弟子。聽說朱音拜入志熊門下的事情後，只說了一句「如果是志熊師父的話那就可以安心了」。
櫻咲真幸（聲：風間萬裕子）
朱音的母親。過去一直支持著始終未能在落語界出人頭地的丈夫，無論是金錢還是精神方面。
很早就知道朱音在丈夫離開落語界後跑去找志熊學藝一事，雖然因為丈夫被逐出師門的騷動而對落語家沒有好感，但看到女兒認真的態度後還是決定將她託付給志熊教導。

### 阿良川流
有著獨特的晉升規矩、講究實力至上的落語革新派，是現在真打人數最少的（108席時點）

#### 志熊一門
阿良川志熊（聲：齋藤拓哉）
朱音的師父，人稱「哭泣的志熊」的人情落語名家，阿良川流的第二把交椅，同時也是落語聯盟的一員。原本與師兄一生的關係就不好，在志太被逐出師門的事件之後關係更加惡化。
一直對志太被逐出師門的事耿耿於懷，尤其覺得對不起志太的妻子真幸。在得知志太跟真幸都沒有怪罪他之後，對真幸土下座發誓，必將託付給自己的朱音培育成優秀的落語家。
整整八年來只收了朱音一名弟子，是阿良川一門當中最難入門的師父。看中朱音與自己的恩師、前代志熊有著相似的特質，於是將自己從恩師那習得，但恩師也未能完成的「志熊的技藝」教給了她，希望這項技藝有朝一日能在她手上徹底完成。
但在傳授完後不久突然因心肌梗塞昏倒，更被診斷出患有喉頭癌二期，令其身為落語家的活動充滿了陰影。
阿良川格力高（聲：鈴木將之）
阿良川志熊門下弟子，是朱音四位師兄當中最年輕的，比朱音早6～7年入門。運動服打扮的男子，在朱音面前毫無師兄威嚴，時常與沒大沒小的朱音鬥嘴，但其實很關心這個師妹。由於才剛升上二目階級，被享二要求先專注在精進自身技巧上，不必指導朱音。因為資歷年輕，和朱音同樣處在接近打雜的立場，負責應門等工作。
在志喜彩祭後認為自己的技藝已經被成長迅速的師妹朱音趕上，向師兄麥可吐露心聲後在其介紹下去了大阪的落語家喜福亭鶴花門下學習。
阿良川享二
阿良川志熊門下弟子，朱音的四位師兄之一，在志太被逐出師門之後成為門下弟子當中的領導者，人稱「志熊一門的奉行大人」。個性一板一眼，比誰都還要注重禮儀和規矩，對待師妹朱音也相當嚴格，是朱音的主要指導者。
落語的表演風格也同樣是一板一眼，且因為表現得太過認真反倒成為一種笑點，受到觀眾的歡迎。
故事中暗示其曾是柏家一門的弟子，被柏家三祿稱之為「享一」。
阿良川小熊
阿良川志熊門下弟子，雖然長了一張娃娃臉，常被誤認為是高中生，卻是朱音四位師兄當中年紀第二大的（初登場時是29歲，比享二還大一歲），入門時間也比享二早兩年。曾經是阿良川志太的後輩，對於師兄志太被逐出師門的事情私底下也感到相當不服氣，自稱是很會記恨的類型。性格陰暗負面且毒舌，以「要是因為我的關係害得她不想幹了怎麼辦」為由，拒絕教導朱音。但實際上還是會在背後默默關心這個師兄的女兒。
人稱「志熊一門的寺子屋」，擅長冷門落語，在上臺表演前會將劇目的故事背景徹底調查過一遍，看他表演就像是在聽寺子屋講課一樣，可以聽到許多偏門知識，故而有趣。舞臺上的他與平時相比判若兩人，不只打扮變得陽光，說話語氣也會變得健談有自信。
阿良川麥可
阿良川志熊門下弟子，是朱音四位師兄當中年紀與資歷最長的。性格輕浮自戀的時髦帥哥，以「由我來教的話她肯定會喜歡上我的，那樣就違背規矩了」為由，拒絕教導朱音。
實際上由於資歷最長，與朱音的父親志太原本就有很深的交情，在朱音還很小的時候甚至還幫忙當過保母，但朱音對此並沒有印象。將師兄志太視為自己人生的恩人，也非常重視他的女兒朱音，但認為過度保護有礙成長，故找藉口拉開了與朱音之間的距離。雖然在朱音面前態度輕浮，實際上卻是穩健地守望著她的成長。
在二目階級的落語家中具有頂尖實力，距離真打只差臨門一腳。在朱音獲得二目資格的推薦後，向阿良川一門因破門騷動而不再敢有人挑戰的真打測驗發起挑戰，並在阿良川一生嚴苛的目光、全生的惡意之下成功通過測試。

#### 一生一門
阿良川一生（聲：玉井勇輝）
阿良川流的掌門人、志熊、全生的師兄，被人稱為當代最強的落語家，在六年前將所有參加真打升階試驗的落語家逐出師門，受到媒體的爭相報導，使得阿良川一生一門的聲勢變得更加浩大。
極端嚴格的老人，六年前總是擺著一張臭臉，評審時也毫不留情地用超高標準去審視參賽者，認為這些人完全不行。六年後似乎學會了表面上的偽裝功夫，為了吸引更多人關注落語這個傳統文化，在接受採訪時變得會笑臉迎人了。在擔任學生落語的評審時，也一律只給出正面評語，不去批評參賽者。其弟子魁生形容他就像是戴上了一張假面具。
似乎相當討厭師弟志熊，在可樂杯決賽中一眼瞧出朱音的技藝是出自志熊的教導，憤怒到無法維持笑臉迎人的假象。在其後與朱音的對談中述明了當初將阿良川志太逐出師門的理由，認為志太那需要觀眾鼓勵的表演方式不被阿良川一門所需要。實際上似乎很看中朱音，但並未在她面前將這種態度表現出來。
實際上是一名改革派，對現代各式各樣的娛樂對落語界造成的衝擊深深憂心，為此打算改變這個過度在乎傳統與落語家年資的落語界，於是將阿良川一門改造成實力主義至上、對真打則要求有達至千錘百鍊、令人無法抗拒的技藝的流派，並培育了魁生這個新人。
師弟志熊因心肌梗塞倒下、又因其檢驗出喉頭癌難以復歸時，出面解散了志熊一門，將朱音收入自己門下監護。
阿良川魁生
阿良川一生門下弟子，朱音最大的勁敵，公認新世代最強的落語界新星，是六年前逐出師門事件後唯一受到一生認可、升上二目階級的弟子。17歲入門後僅僅兩年便升上二目階級，以落語界的標準可說是非常了不起，甚至比學生落語的年紀更輕。
櫻色頭髮的美男子，總是面帶笑容，與朱音有許多肢體互動，初次見面就因為看了朱音的表演過於感動而抱住朱音，被朱音用頭槌攻擊。很看好朱音將來的發展。
單親家庭出身，幼年時家境貧困，在母親病倒而走投無路的時候得到了一生的金錢援助，從此憧憬起落語家這個能賺上大筆金錢的職業。其落語技巧由一生從小培養，可說是一生理想的體現者。
落語的表演風格是「色氣」，能夠以艷麗的風格去飾演高難度的女性角色，無論是嫵媚的藝妓或恐怖的女鬼都相當拿手。
阿良川嘉一
阿良川一生門下弟子，年紀超過三十的前業務員，總是笑臉迎人，略有福態。既魁生之後拜入一生門下的弟子，比朱音還要晚入門，稱呼朱音為師姐。雖然入門僅僅兩個月，實力卻已經能夠威脅到朱音。
將前公司的企業理念掛在嘴邊，最重視的就是客人的笑臉。

#### 一劍一門
阿良川一劍
阿良川四天王之一，一生的弟子。既是落語家也是知名演員，人稱「享樂的一劍」。在阿良川流當中的地位如同參謀，負責構思阿良川流的宣傳戰略。
阿良川一門中實力位列第三的好手，與志熊的實力可謂旗鼓相當，對師父一生的性情瞭若指掌。六年前阿良川志太真打升階試驗上的評審員之一，曾對阿良川志太的表演給予正面評價。六年後也多次擔任各種比賽的評審員。
阿良川光／高良木光
白髮美少女人氣聲優，為了讓大眾認可自己的演技實力而前來參加落語比賽。偽裝成都市女孩的福岡人，重視粉絲服務與自己的外在形象，時常笑臉盈盈。
在可樂杯上結識朱音，對於與自己年齡相仿、在專業落語師父的指導下學習、又被那個阿良川魁生特別對待的朱音產生出競爭心態，唯獨不想輸給朱音。可樂杯結束後拜入阿良川一劍門下，之後更向不同門的蘭彩歌麗討教演技，實力突飛猛進。
落語的表演風格是「劇場型落語」，擁有活用聲優技巧、富含感情的超高演技力。

#### 全生一門
阿良川全生
阿良川四天王之一。一生、志熊的師弟。特徵是留著爆炸頭戴著深色墨鏡。人稱「喜劇王」。
感情表現突出，對自己弟子的愚蠢行為或是討厭的對象都會很露骨的展現出厭惡。與志熊的關係特別惡劣，甚至為此命令弟子泰全不得擔任志熊弟子朱音升格二目的推薦人。在麥可的真打測驗中也用言語挑釁導致冷場，做出了許多妨礙的手段。
雖然顯得狡猾又卑劣，但唯獨不會說謊，在麥可表現出精湛的落語技藝後即使萬般不甘也做出了他有通過真打測驗的評價。

#### 泰全一門
阿良川泰全
全生的弟子。真打。阿良川四天王之一。與阿良川志太和今昔亭兆朝是前座的同期生，三人的關係非常的要好。
總是扳著令人難以接近的嚴肅表情。這是因為在志太參加真打測驗的前一年，只有他一個人成功通過真打測驗，被師父全生說這就是一生對此非常不滿，認為阿良川一門弟子的技藝完全不符合要求而把此次測驗的弟子全部逐出師門的主因。為此感覺自己是令好友的落語家之路徹底斷絕的罪魁禍首，於是變得比以往更加沉默，對自我與他人的要求也更高。人稱「怒髮天」。
在師父全生的壓力下很猶豫是否要推薦朱音升格二目一事，不過在聽從已經放棄落語家之路的好友、現已是個上班族的櫻咲徹的勸解，並目睹了朱音的實力後，即使面對師父的命令也頂著壓力推薦了朱音升格。

### 三明亭一門
三明亭圓相
落語聯盟的一員，持有「破邪顯正」異名的古典派落語家。擁有異常突出的長方形頭顱。
三明亭芥子／練磨家芥子
已經連續稱霸可樂杯兩年的學生落語天才，黑色長髮的輕浮男子，是大學的落語研究社成員。雖然已經獲得大企業內定卻依舊來參加落語比賽，認為自己勝券在握，非常有自信。然而這樣的自信卻在可樂杯中被朱音擊垮，原先沒有打算成為落語家的他就這樣因受到朱音刺激而走上落語家之路，比朱音早兩個月拜師入門。
「改作落語」的表演者，將古時代背景的落語劇目以現代為背景進行重新改編，認為落語就是太老了才沒有人看，配合時代的需要重新改編才是正確答案。然而在被朱音擊敗後認知到自己的不足，特地選上了以古典作風聞名的三明亭圓相為師父。對於同樣被朱音改變人生的高良木光抱有同伴意識。

### 蘭彩歌一門
蘭彩歌麗
落語聯盟的一員，是即使在真打中也擁有出類拔萃實力的「大看板」級落語家，別名「地獄太夫」。年齡不詳，外表像是成熟的妖豔美女，但與年邁的阿良川志熊說話時是使用平輩口氣。
在普遍認為「落語不是女人應該表演的東西」，女性光是上臺就會惹人非議的那個年代中，透過無可辯駁的實力戰勝時代的偉大先驅者。據說初次上臺表演時整整八分鐘內一句話都沒說，但那場表演卻收到當天觀眾最熱烈的掌聲。其落語表演被形容為「有如麻藥」。擅長遊廓落語，在當上落語家之前曾經是酒店小姐。
蘭彩歌天櫻
短髮黑膚、戴耳環的成年女性，相當迷戀師傅蘭彩歌麗。雖然已經是二目階級的落語家，卻因為麗門下沒有前座落語家而繼續跟在師傅身邊打雜。對於朱音的天分感到驚訝。

### 柏家一門
柏家三祿
落語聯盟領導人，落語界現在唯一的國寶級人物。作為歷史延續超過200年的傳統門派，與推進改革的阿良川流正處於對立立場。
柏家祿郎
黑髮的美青年，隨身攜帶全罩式耳機。在二目階級的落語家中擁有最頂尖的實力，在弟子超過百人的柏家一門中憑實力脫穎而出，外號「麒麟兒」。
平時態度沉著冷靜，看似撲克臉卻相當擅長照顧人，也有在後輩起爭執時主動插手主持公道的熱血一面。實際上是個好戰的武鬥派。雖然屬於重視傳統的柏家一門，卻似乎很中意朱音那種破天荒的新秀，相當關照朱音。
落語的表演風格是「音樂」，表演時擅長運用不同的音調去演繹不同的人物，就像是演奏各種樂器的一人交響樂團。

### 其他
岩清水真智子
朱音高中時的班級導師，人稱「冰之女」的認真教師，即使對看似不良學生的朱音也認真輔導並替她擔憂未來出路，因為覺得落語家是不穩定的職業，以為朱音只是隨便玩玩，故而反對朱音將落語家填為未來志願。之後在Jumbo的勸說下去看了朱音的落語表演，並對朱音的實力刮目相看，此後不再反對，更主動積極幫助朱音調查落語比賽的資料。可樂杯舉辦時，以陪同教師的身分到場且完全投入在學生的比賽中，在臺下熱情地為朱音應援。
Jumbo
本名尾崎，朱音的同年損友，鼻尖上貼著OK繃的男高中生。學習柔道。小時候是個胖子，曾經與朱音關係很差，在作文課上嘲笑朱音父親的職業而被朱音痛扁。長大後與朱音關係大幅改善，現在兩人交情很好。曾幫助朱音說服岩清水老師，也會幫她進行體力特訓。
樫尾公久
月刊落語記者，對於落語界、落語比賽與落語家都有著很深的了解，時常出現在各大落語比賽中，常擔任本作的解說役。
在可樂杯之後便成為了朱音的粉絲，懷抱熱情與愛替她寫了一篇洋洋灑灑的長篇報導，結果導致朱音一戰成名，還害她被許多前輩落語家盯上，也因此朱音見面就想給他來一拳。後與朱音和解，持續替朱音加油。
古味沙惠
月刊落語記者，巨乳的土氣女孩，雀斑臉。雖然是落語記者但卻對落語沒什麼熱情，反倒是個聲優追星族，是高良木光的狂熱粉絲。
對於落語的瞭解相當淺薄，很多事情都要詢問前輩樫尾。

## 創作背景
據專欄作家堀井憲一郎推測，作中出現的「阿良川流」是以現實存在的落語流派「立川流」為原型。劇情中的「全員逐出師門」事件在現實中也曾經發生過，2002年時立川談志曾在二目升階試驗上將六名前座弟子全員逐出師門，不過隔年又舉辦復歸試驗，允許被逐出師門的弟子透過考試再度回歸。堀井認為，阿良川一生這個角色的外型也是刻意地被畫成與立川談志相似。除此之外，現實的落語流派當中僅立川流一門與漫畫中的阿良川流同樣使用「流」字稱呼。至於阿良川志太在劇中將《芝濱》當中前往芝濱的重要一幕省略的演出手法，則是現實中古今亭一門的特色。
截至2022年5月，現實中的女性落語家雖然已經超過50人，但當中僅有14人成功升上真打階級。

## 宣傳
單行本第一卷和第二卷書腰上，分別印有《ONE PIECE》作者尾田榮一郎和《新世紀福音戰士》庵野秀明對本作的推薦。
2022年6月，伴隨著單行本第一卷的發售，官方在YouTube頻道上傳了本作的有聲漫畫，並請來聲優父女山口勝平與山口茜為主角櫻咲父女配音。身為聲優的山口茜本身也是一位落語家，她特別喜歡的是櫻咲父女之間坦然自若的互動場景，認為「相當可愛」。曾在《ONE PIECE》替騙人布一角配音的山口勝平則是在尾田榮一郎的推薦下開始閱讀本作。

## 出版書籍
| 卷數 | 集英社 | 集英社        | 集英社                 | 東立出版社     | 東立出版社     | 東立出版社             | 東立出版社     | 東立出版社             | 中信出版社 | 中信出版社 | 中信出版社             |
| 卷數 | 副標題 | 發售日期      | ISBN                   | 副標題         | 發售日期       | 首刷限定版 ISBN        | 發售日期       | 通常版 ISBN            | 副標題     | 發售日期   | ISBN                   |
| ---- | ------ | ------------- | ---------------------- | -------------- | -------------- | ---------------------- | -------------- | ---------------------- | ---------- | ---------- | ---------------------- |
| 1    |        | 2022年6月3日  | ISBN 978-4-08-883150-3 | 那一天         | 2023年6月1日   | ISBN 978-626-360-353-0 | 2023年6月8日   | ISBN 978-626-347-969-2 |            | 2025年     | ISBN 978-7-5217-7630-0 |
| 2    |        | 2022年8月4日  | ISBN 978-4-08-883193-0 | 喜悅之後       | 不適用         | 不適用                 | 2023年7月14日  | ISBN 978-626-347-970-8 |            | 2025年     | ISBN 978-7-5217-7630-0 |
| 3    |        | 2022年10月4日 | ISBN 978-4-08-883260-9 | 萬壽無疆       | 2023年8月3日   | ISBN 978-626-360-703-3 | 2023年8月10日  | ISBN 978-626-347-971-5 |            |            |                        |
| 4    |        | 2022年12月2日 | ISBN 978-4-08-883419-1 | 該來的地方     | 2023年9月1日   | ISBN 978-626-372-217-0 | 2023年9月8日   | ISBN 978-626-360-704-0 |            |            |                        |
| 5    |        | 2023年3月3日  | ISBN 978-4-08-883427-6 | 開口一番       | 2023年10月2日  | ISBN 978-626-372-622-2 | 2023年10月2日  | ISBN 978-626-360-705-7 |            |            |                        |
| 6    |        | 2023年6月2日  | ISBN 978-4-08-883492-4 | 奉茶           | 2023年11月9日  | ISBN 978-626-372-939-1 | 2023年11月16日 | ISBN 978-626-372-412-9 |            |            |                        |
| 7    |        | 2023年8月4日  | ISBN 978-4-08-883592-1 | 前座錬成會     | 2023年12月22日 | ISBN 978-626-02-0134-0 | 2023年12月29日 | ISBN 978-626-372-882-0 |            |            |                        |
| 8    |        | 2023年10月4日 | ISBN 978-4-08-883691-1 | 過於強烈的想法 | 2024年2月16日  | ISBN 978-626-02-0348-1 | 2024年2月23日  | ISBN 978-626-02-0298-9 |            |            |                        |
| 9    |        | 2023年12月4日 | ISBN 978-4-08-883791-8 | 再來一瓶       | 2024年4月1日   | ISBN 978-626-02-0784-7 | 2024年4月1日   | ISBN 978-626-02-0761-8 |            |            |                        |
| 10   |        | 2024年3月4日  | ISBN 978-4-08-883822-9 | 「陽」之技藝   | 2024年6月27日  | ISBN 978-626-02-1563-7 | 2024年7月4日   | ISBN 978-626-02-1333-6 |            |            |                        |
| 11   |        | 2024年5月2日  | ISBN 978-4-08-884023-9 | 好久不見       | 2024年9月20日  | ISBN 978-626-02-2433-2 | 2024年9月27日  | ISBN 978-626-02-2195-9 |            |            |                        |
| 12   |        | 2024年7月4日  | ISBN 978-4-08-884114-4 | 落語VERSE      | 2024年10月31日 | ISBN 978-626-02-2654-1 | 2024年11月7日  | ISBN 978-626-02-2606-0 |            |            |                        |
| 13   |        | 2024年9月4日  | ISBN 978-4-08-884165-6 | 頭號弟子       | 2025年1月9日   | ISBN 978-626-02-3206-1 | 2025年1月16日  | ISBN 978-626-02-2954-2 |            |            |                        |
| 14   |        | 2024年11月1日 | ISBN 978-4-08-884284-4 | 即將邁進的道路 | 2025年2月6日   | ISBN 978-626-02-3459-1 | 2025年2月6日   | ISBN 978-626-02-3208-5 |            |            |                        |
| 15   |        | 2025年2月4日  | ISBN 978-4-08-884431-2 | 混亂           | 2025年7月25日  | ISBN 978-626-02-4568-9 | 2025年7月25日  | ISBN 978-626-02-4510-8 |            |            |                        |
| 16   |        | 2025年4月4日  | ISBN 978-4-08-884449-7 |                |                |                        |                |                        |            |            |                        |
| 17   |        | 2025年6月4日  | ISBN 978-4-08-884559-3 |                |                |                        |                |                        |            |            |                        |
| 18   |        | 2025年9月4日  | ISBN 978-4-08-884650-7 |                |                |                        |                |                        |            |            |                        |

## 反響
本作從連載一開始便受到落語界的廣泛關注。諸如笑福亭鐵瓶、三遊亭王樂、月亭八光等人皆發表過對於本作的感想。此外講談師神田伯山也在自己的廣播節目《不請自來的神田伯山》上為本作送上聲援。負責替本作監修的落語家林家慧木則會將從出版社那取得的單行本廣泛地贈送、推薦給認識的落語家。
本作獲得下一部人氣漫畫大賞2022紙本漫畫類別第三名、這本漫畫真厲害！2023男生篇第四名、漫畫大賞2023第二名、全國書店店員推薦漫畫2023第三名、第47屆講談社漫畫獎最終候補等獎項。本作也在日本動漫新聞網站《Anime！Anime！》的投票調查「2024下半年版 最想動畫化的漫畫作品？」名單榜上有名。
2022年9月，官方宣布僅出版兩卷的單行本發行量突破20萬冊，同時單行本第1卷也已經重版第5刷。2022年10月，官方宣布單行本發行量突破30萬冊。2023年5月，單行本發行量突破80萬冊。2023年6月，單行本發行量突破100萬冊。2024年2月，單行本發行量突破150萬冊。2024年9月，單行本發行量突破200萬冊。

## 腳註
1. ↑  2025年3月21日，由於林家慧木老師晉升真打，藝名更改為林家木久彥，並繼續擔任本作的落語監修。
2. 1 2 3  落語家由低階至高階，分為「前座」、「二目」、「真打」3個階級。
3. ↑  其餘流派分別使用「亭」、「家」、「派」等字。

## 外部連結
- 集英社《週刊少年Jump》官方網站
- 朱音落語的X（前Twitter）